# 馬爾他-布瑞特文化
馬爾他-布瑞特文化（英語：Mal'ta–Buret' culture），也被稱為馬爾丁斯科-布瑞斯卡雅文化（Maltinsko-buretskaya culture），是舊石器時代晚期的古代人類文化，距今約 24,000 至 23,000 年間，下限為距今 15,000 年。活動區域在貝加爾湖西北方，至於安加拉河上游，接近伊爾庫茨克這個區域。在俄羅斯聯邦伊尔库茨克州發掘出來，代表遺址位於乌索利耶区的村莊馬爾他（Mal'ta） 以及博汉区的村莊布瑞特（Buret'），因此得名。
最早發現於1920年代，主要由米哈伊爾·格拉西莫夫主持的考古研究發掘。在馬爾他村發現的古代男孩遺體，被稱為馬爾他男孩（Mal'ta boy），簡稱 MA1（或 MA-1），鑑定年代距今 24,000 年。根據2013年發表的研究，將他歸屬於古代北部歐亞人，在基因上接近於現代歐洲人與美洲原住民，但與現代東亞人相距較遠。從基因分析，他是西伯利亞人，美洲原住民，顏那亞文化以及Botai culture，以及欧亚大草原居民的祖先。現代的美洲原住民，凱特人，曼西人以及謝爾庫普人的祖先與他緊密相關。